# Municipio La Trinitaria
Koordinaten: 16° 7′ N, 92° 2′ W
La Trinitaria ist ein Municipio im Süden des mexikanischen Bundesstaats Chiapas. Das Municipio hat etwa 73.000 Einwohner und eine Oberfläche von 1608,4 km². Verwaltungssitz und größter Ort des Municipios ist das gleichnamige La Trinitaria.
Das Municipio hat Anteil am Nationalpark Lagunas de Montebello.

## Geographie
Das Municipio La Trinitaria liegt im Südosten des mexikanischen Bundesstaats Chiapas auf Höhen zwischen 400 m und 1900 m. Es zählt nahezu zur Gänze zur physiographischen Provinz der Sierra Madre de Chiapas und liegt gänzlich in der hydrologischen Region Grijalva-Usumacinta. Die Geologie des Municipios wird zu 61 % von Kalkstein bestimmt bei 17 % Kalkstein-Lutit und 14 % Alluvionen; vorherrschende Bodentypen sind Phaeozem (27 %), Luvisol (24 %), Leptosol (23 %) und Vertisol (16 %). Etwa 47 % der Gemeindefläche sind bewaldet, gut 29 % werden von Ackerland eingenommen, 22 % dienen als Weideland.
Das Municipio La Trinitaria grenzt an die Municipios Frontera Comalapa, Socoltenango, Tzimol, Comitán de Domínguez, La Independencia und Las Margaritas sowie an die Republik Guatemala.

## Bevölkerung
Beim Zensus 2010 wurden im Municipio 72.769 Menschen in  16.723 Wohneinheiten gezählt. Davon wurden 6.759 Personen als Sprecher einer indigenen Sprache registriert, darunter 2.543 Sprecher des Kanjobal, 1.798 Sprecher des Awakatekischen und 1.014 Sprecher des Chuj. Gut 18 Prozent der Bevölkerung waren Analphabeten. 24.256 Einwohner wurden als Erwerbspersonen registriert, wovon 90,5 % Männer bzw. 0,6 % arbeitslos waren. Gut 37 % der Bevölkerung lebten in extremer Armut.

## Orte
Das Municipio La Trinitaria umfasst 415 bewohnte localidades, von denen der Hauptort sowie Lázaro Cárdenas, José María Morelos und La Esperanza vom INEGI als urban klassifiziert sind. 16 Orte wiesen beim Zensus 2010 eine Einwohnerzahl von über 1000 auf, 308 Orte hatten weniger als 100 Einwohner. Die größten Orte sind:
| Ort                          | Einwohner |
| La Trinitaria                | 9042      |
| Lázaro Cárdenas              | 3699      |
| José María Morelos           | 2601      |
| La Esperanza                 | 2549      |
| El Porvenir Agrarista        | 2468      |
| Miguel Hidalgo               | 2428      |
| Rodulfo Figueroa             | 2321      |
| Las Delicias                 | 2121      |
| La Gloria                    | 1874      |
| Álvaro Obregón               | 1790      |
| Tziscao                      | 1562      |
| El Progreso                  | 1399      |
| Santa Rita                   | 1389      |
| Nueva Libertad (El Colorado) | 1182      |
| Chihuahua                    | 1088      |
| Unión Juárez                 | 1050      |
| Carmen Xhán                  | 0982      |